# Joseph Wittig

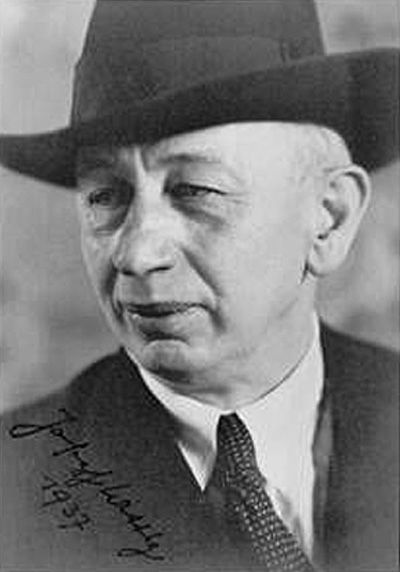
Joseph Wittig (1937)

Joseph Wittig (* 22. Januar 1879 in Kolonie Neusorge bei Schlegel, Landkreis Neurode, Provinz Schlesien; † 22. August 1949 in Göhrde/Niedersachsen) war ein deutscher Theologe, Schriftsteller und Heimatforscher aus der Grafschaft Glatz.

## Kindheit und Herkunft
Joseph Wittigs Eltern waren der Zimmermann Eduard Wittig und Johanna, geb. Strangfeld. Nach dem Abschluss der Volksschule in Schlegel wurde Joseph von Dezember 1892 bis März 1893 von dem damaligen Schlegler Kaplan Heinrich May für die Aufnahmeprüfung in die Untertertia des Breslauer St.-Matthias-Gymnasiums vorbereitet. Dieses besuchte er ab April 1893 bis zum Abitur 1899.

## Studium und Hochschullaufbahn
Joseph Wittig studierte an der Universität Breslau Katholische Theologie und promovierte 1903 zum Doktor der Theologie. Im gleichen Jahr wurde er in der Breslauer Kreuzkirche durch Bischof Georg Kardinal Kopp zum Priester geweiht. Anschließend war er Kaplan in Lauban.
Mit einem Reisestipendium des Deutschen Archäologischen Instituts studierte er 1904/1905 in Rom Christliche Archäologie. Hier traf er den gleichaltrigen Franz Joseph Dölger, mit dem zusammen er eine kurze Studienreise nach Nordafrika unternahm. Nach seiner Rückkehr nach Schlesien war er zuerst Kaplan in Patschkau, dann in Breslau bei St. Maria auf dem Sande. 1909 wurde er durch die Katholisch-Theologische Fakultät der Universität Breslau für das Fach Kirchengeschichte habilitiert. Anschließend übernahm er als Privatdozent die Vertretung seines erkrankten Lehrers Max Sdralek. In dieser Zeit war er auch Vize- bzw. Präses des Gesellenvereins.
1911 wurde er zum außerordentlichen Professor für Alte Kirchengeschichte und Christliche Archäologie, 1915 zum ordentlichen Professor für Kirchengeschichte, Patrologie und Christliche Kunst an der Universität Breslau berufen, wo er im Studienjahr 1917/1918 auch das Amt des Dekans ausübte.

## Konflikt mit der Amtskirche und Exkommunikation
Mit dem Aufsatz Die Erlösten, der 1922 in der Kulturzeitschrift Hochland erschien, begannen die Schwierigkeiten mit der Amtskirche. In dem Artikel stellte Wittig der Theologie, deren Aussagen zur Erlösung oft schwer verständlich waren, in erzählerischer Form die von Alltagserfahrungen getragenen Ängste und Erlösungswünsche der einfachen Christen gegenüber. Er griff z. B. die katholische Beichtordnung an und forderte „mehr Seligkeit, mehr Gottesfreude“. Noch im gleichen Jahr entband ihn der Breslauer Erzbischof Kardinal Adolf Bertram von der Leitung der Marianischen Kongregation, und es wurde ihm nahegelegt, das Amt des Universitätspredigers aufzugeben. 1925 wurden mehrere seiner wissenschaftlichen Schriften, in denen er sich für Reformen in der katholischen Kirche eingesetzt hatte, auf den Index der verbotenen Bücher gesetzt. Die Auseinandersetzungen mit der Amtskirche hatten die Beurlaubung an der Universität und schließlich im Jahre 1926 die Exkommunikation zur Folge. Wie die neuere Forschung erwiesen hat, war die treibende Kraft hinter der Verurteilung Wittigs nicht Kardinal Bertram, sondern Nuntius Eugenio Pacelli mit seinem theologischen Ratgeber Augustin Bea.

## Weiteres Leben

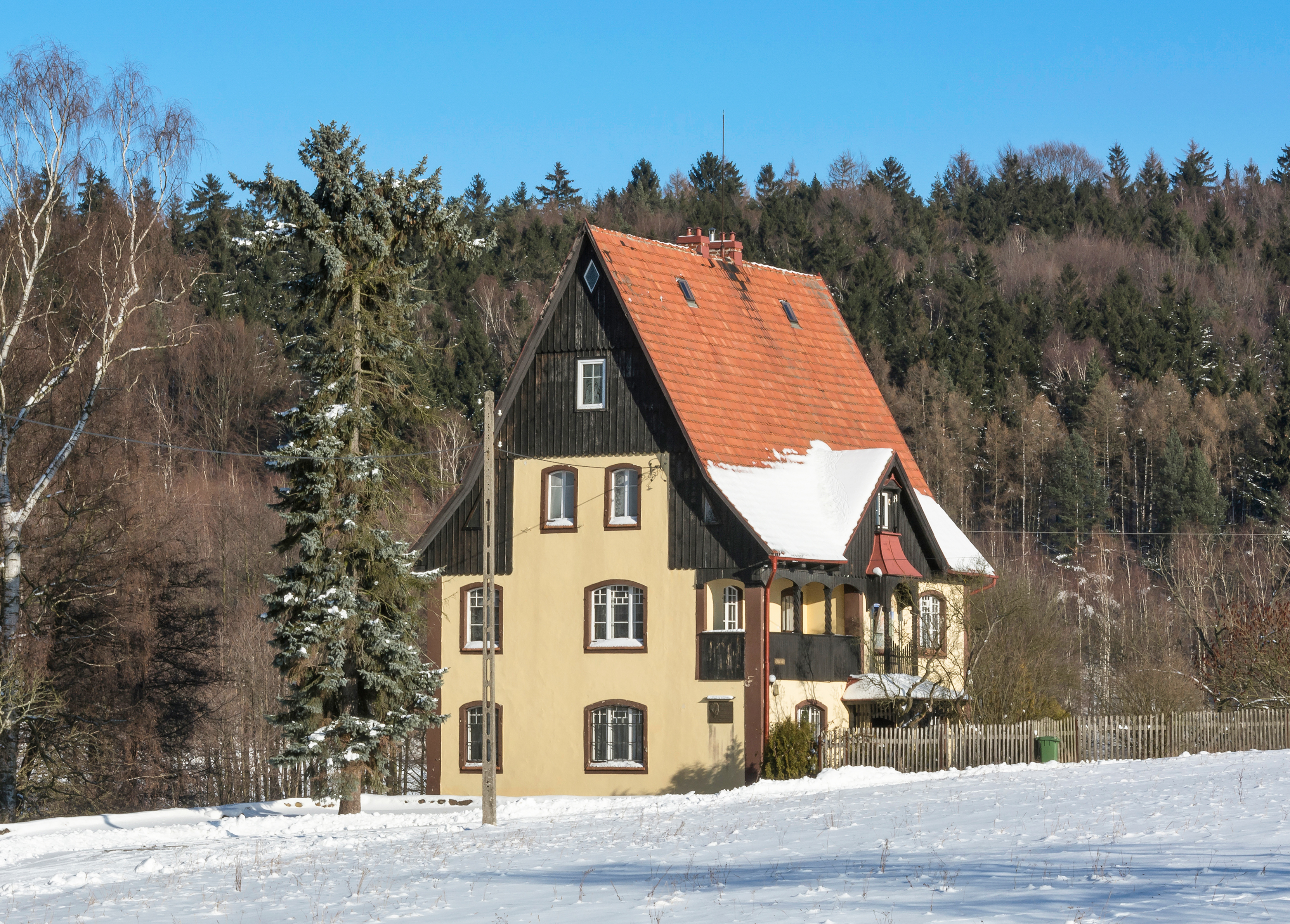
Joseph-Wittig-Museum (2016)

Joseph Wittig kehrte enttäuscht in sein Heimatdorf Neusorge zurück und lebte dort als Privatgelehrter und Schriftsteller. 1926 begann er mit dem Bau eines eigenen Hauses auf dem elterlichen Grund. 1927 heiratete er Bianca Geisler, Tochter des Bürgermeisters von Habelschwerdt, und gründete eine Familie.
Neben der Bearbeitung theologischer Themen schrieb er viele volkstümliche Geschichten und wirkte für Zeitschriften und Rundfunkanstalten. Zusammen mit dem jüdischen Religionsphilosophen Martin Buber und mit Viktor von Weizsäcker gab er die Zeitschrift Die Kreatur heraus. Er verfasste die umfangreichen Chroniken von Schlegel und Neurode. Die Stadt Neurode ernannte ihn zum Ehrenbürger.
1946 wurde die Exkommunikation aufgehoben. Kurz danach erfolgte die Vertreibung aus seiner geliebten Heimat. Am 22. August 1949 starb Joseph Wittig in Göhrde. Seine letzte Ruhestätte fand er in Meschede/Westfalen. In seinem ehemaligen Haus in Neusorge, das 1945 als Folge des Zweiten Weltkriegs an Polen gefallen und in Słupiec umbenannt worden war, befindet sich seit 1997 das Joseph-Wittig-Museum.

## Schriften
- Papst Damasus I. Quellenkritische Studien zu seiner Geschichte und Charakteristik. In: Römische Quartalschrift für christliche Altertumskunde und Kirchengeschichte, Supplementheft 14. Herder/Spithöver, Rom 1902.
- Die altchristlichen Skulpturen im Museum der deutschen Nationalstiftung am Campo Santo in Rom. Typographia Polyglotta, Rom 1906.
- Filastrius, Gaudentius und Ambrosiaster. Aderholz, Breslau 1909.
- Die Friedenspolitik des Papstes Damasus I. und der Ausgang der arianischen Streitigkeiten. Aderholz, Breslau 1912.
- Zum Jubelfeste. Beilage zu Schlesische Volkszeitung Nr. 484 vom 20. Oktober 1912
- Das Papsttum. Seine weltgeschichtliche Entwicklung und Bedeutung in Wort und Bild. Hansa, Hamburg o. J. [1913].
- Vincenz von Paul. Quelle & Meyer, Leipzig 1920.
- Ein Apostel der Karitas. Der Breslauer Domherr Robert Spiske und sein Werk. Für die Kongregation der Ehrwürdigen Schwestern von der hl. Hedwig zur Hundert-Jahr-Feier des Geburtstages ihres Stifters und geistlichen Vaters. Verlag des Mutterhauses der Schwestern von der hl. Hedwig / C. König, Breslau 1921.
- Gerhard Rauschen: Grundriß der Patrologie mit besonderer Berücksichtigung des Lehrgehalts der Väterschriften. 6. und 7. Aufl. neu bearbeitet von Joseph Wittig. Herder, Freiburg 1921 (8. und 9. Aufl.: Grundriß der Patrologie. Die Schriften der Kirchenväter und ihr Lehrgehalt. Ebd. 1926).
- Des hl. Basilius d. Gr. Geistliche Übungen auf der Bischofskonferenz von Dazimon 374/5 im Anschluß an Isaias 1-16. Aderholz, Breslau 1922.
- Herrgottswissen von Wegrain und Straße. Herder, Freiburg 1922.
- Wiedergeburt. 2. Auflage. Franke, Habelschwerdt 1923.
- Meine „Erlösten“ in Buße, Kampf und Wehr. Frankes Buchhandlung F. Wolf, Habelschwerdt 1923.
- Die Kirche im Waldwinkel und andere Geschichten vom Glauben und vom Reiche Gottes. Kösel & Pustet, Kempten 1924.
- Bergkristall. Mit Bildern von Hans Franke. Franke, Habelschwerdt 1924.
- Leben Jesu in Palästina, Schlesien und anderswo. 2 Bände. Kösel & Pustet, München 1925.
- Osterbrunnen. Bergland-Verlag, Elberfeld 1926.
- Aus der Schönen Grafschaft. 44 Bilder von Georg Marx mit Skizzen von Joseph Wittig. Franke, Habelschwerdt 1926 (2. Aufl.: 50 Bilder ..., ebd. 1929).
- zusammen mit Eugen Rosenstock-Huessy: Das Alter der Kirche. 3 Bde. Schneider, Berlin 1927/1928.
- Der Ungläubige und andere Geschichten vom Reiche Gottes und der Welt. Salzer, Heilbronn 1928.
- Höregott. Klotz, Gotha 1929.
- Aussichten und Wege. Klotz, Gotha 1930.
- Tröst mir mein Gemüte. Salzer, Heilbronn 1930.
- Michael Gottschlichs Wanderung. Salzer, Heilbronn 1931.
- Das Schicksal des Wenzel Böhm. Eine Herrgottsgeschichte. Salzer, Heilbronn 1931.
- Getröst, getröst, wir sind erlöst! Salzer, Heilbronn 1932.
- Das verlorene Vaterunser. Salzer, Heilbronn 1933.
- Chronik der Stadt Neurode. Stadt Neurode, Neurode 1937 (Digitalisat).
- Vom Warten und Kommen. Adventbriefe. Klotz, Stuttgart 1938.
- Volksglaube und Volksbrauch in der Grafschaft Glatz. Klambt, Neurode 1939.
- Das neue Antlitz. Thomas, Kempen 1947.
- Novemberlicht. Thomas, Kempen 1948.
- Gold, Weihrauch und Myrrhe. Drei-Königen-Verlag, Köln 1948.
- Karfunkel. Weltliche Unterhaltungen und Skizzen für die heilige Weihnachtszeit. Regensberg, Münster 1948.
- Aus Joseph Wittigs verlorener Heimat, der schönen Grafschaft Glatz. Pick, Köln 1948.
- Roman mit Gott. Tagebuchblätter der Anfechtung. Klotz. Stuttgart 1950.
- Vom Warten und Kommen. Adventsbriefe. Klotz, Stuttgart 1951.
- Chronik der Gemeinde Schlegel, Bd. I und II, Herausgeber: Heimatgemeinde Schlegel e. V. Eigenverlag, Hattingen/Neuss 1983.
- Kraft in der Schwachheit. Briefe an Freunde. Hrsg. von Gerhard Pachnicke. Brendow, Moers 1993.
- Die Christgeburt auf der Straße nach Landeck. Geschichten, Gedichte und Gedanken aus dem Nachlass. Marx, Leimen/Heidelberg 1981.
- Ein Geigenspiel. Erzählung. Amandus, Wien 1992.